# Horacio Ducharne
Horacio Ducharne (Güiria, Estado Sucre, Venezuela,1865-Maturín, Estado Monagas, Venezuela, 20 de agosto de 1915) fue un caudillo militar venezolano, conocido por su opositor a las dictaduras de Cipriano Castro y Juan Vicente Gómez.

## Biografía
Hijo de Pedro Ducharne Aceituno y Carmen Barrios. Fue educado en Isla Trinidad e inicio su carrera militar en la Revolución Legalista de 1892. Invade las costas orientales de Venezuela desde Trinidad entre octubre y diciembre de 1901, uniéndose a la Revolución Libertadora contra la dictadura de Cipriano Castro. En 1903 es capturado y encarcelado en el Castillo San Felipe de Puerto Cabello hasta 1906. Liberado, vuelve a alzarse a comienzos de 1907, siendo nuevamente encarcelado en marzo, sale en libertad a raíz del golpe de Estado en Venezuela de 1908, mientras su hermano Pedro asume la Presidencia del estado Nueva Esparta en 1909. En 1913 opuesto a las maniobras continuistas de Juan Vicente Gómez, Horacio Ducharne se refugia en Trinidad donde establece contactos con el general José Manuel Hernández, con el objeto de preparar un levantamiento general en todo el oriente del país.

### Levantamiento de Horacio Ducharne
En agosto de 1914, con solo 16 compañeros, desembarca en las costas venezolanas, toma el puerto de Yaguaraparo y avanza hacia la sabana de Pararí, cerca de Maturín. Horacio Ducharne saqueó una finca perteneciente a Gómez y su examante, Dionisia Bello, supuestamente con el consentimiento de los hacendados locales.
Mantiene actividades guerrilleras durante un año, movilizándose del norte al sur del estado Monagas, pero termina por ser derrotado y herido. El 20 de agosto de 1915 las tropas del general Manuel Rugeles realizan una emboscada contra Ducharne, el cual es tiroteado en su hamaca mientras dormía. La ejecución de Ducharne era una orden de Juan Vicente Gómez.